# Пржебендовский, Игнацы Францишек
Игнацы Францишек Ксаверий Пшебендовский (1731 — 14 сентября 1791) — государственный деятель Речи Посполитой, воевода поморский (1772—1779), генеральный староста краковский (1779—1783), староста мальборкский (1765), косьцянский (1769), пуцкий и мираховский. Маршалок Постоянного Совета и консуляр департамента иностранных дел (1786), генеральный директор королевских почт (1776), консуляр Постоянного Совета (1775), член Эдукационной комиссии (1785).

## Биография
Представитель польского шляхетского рода Пшебендовских герба «Куна».
Ведущий активист партии Чарторыйских в Королевской Пруссии. Был маршалком Освенцимского и Заторского княжества в Конфедерации Чарторыйских (1764).
В 1764 году был избран послом (депутатом) от Освенцимского и Заторского княжеств на элекционный сейм, где поддержал кандидатуру Станислава Августа Понятовского на польский королевский престол.
В том 1764 году — посол от Освенцимского и Заторского княжеств на коронационный сейм.
В 1776 году Игнацы Францишек Пшебеновский вошёл в состав Конфедерации Анджея Мокроновского.
В 1778 году — председатель краковской Комиссии Доброго Порядка.
Кавалер Орденов Святого Станислава (1765) и Белого орла (1773).

## Семья и дети
В 1754 году женился на Фелиции Щенсной Велёпольской, дочери воеводы сандомирского, графа Яна Велёпольского (1700—1773), и Марианны Яблоновской (1708—1765). Супруги имели единственную дочь:
- Марианна Фелиция Пшебендовская (1765—1799), 1-й муж с 1786 года староста вольбромский Игнацы Алексей Якуб Дембинский (1766—1829), 2-й муж с 1790 года Тадеуш Викторин Матушевич (1765—1819).